# إيرل جاردنر (كرة سلة)
إيرل جاردنر (بالإنجليزية: Earl Gardner)‏ مواليد 18 سبتمبر 1923 في مقاطعة مونتغومري - الوفاة 15 أكتوبر 2005، كان لاعب كرة سلة أمريكي. بدأ مسيرته الاحترافية في سنة 1948. تم اختياره من قبل فريق لوس أنجلوس ليكرز خلال الدرافت. حمل الرقم 14. بلغ طوله 6 قدم 3 بوصة (1.9 م). اعتزل اللعب في 1949.

## روابط خارجية
- إيرل جاردنر على موقع إن بي أي (الإنجليزية)
- إيرل جاردنر على موقع سبورتس رفرنس (الإنجليزية)
- إيرل جاردنر على موقع ريلجم (الإنجليزية)
- إيرل جاردنر على موقع بروبوليرز (الإنجليزية)